# Francisco Javier Arellano Félix
Francisco Javier Arellano Félix (11 dicembre 1969) è un criminale messicano.
Fratello di Ramón Arellano Félix, è un ex signore della droga e leader del Cartello di Tijuana, coinvolto in operazioni di contrabbando di droga dal Messico agli Stati Uniti.